# Tadeusz Sęk
Tadeusz Sęk (ur. 15 października 1936 w Jędrzejowie) – polski agrotechnik, profesor. 

## Życiorys
W 1945 rozpoczął naukę w jędrzejowskim liceum ogólnokształcącym, by kontynuować ją w technikum budowlanym w Kielcach. Ukończył je w 1953 i w tym samym roku rozpoczął pracę w Powiatowym Przedsiębiorstwie Budowlanym w Starachowicach. W 1955 pracował w zbliżonym przedsiębiorstwie w Jędrzejowie. Od 1955 do 1958 studiował na Wydziale Mechanizacji Rolnictwa Politechniki Wrocławskiej. Wydział ten zlikwidowano, a wykładowców i studentów przeniesiono na Politechnikę Poznańską. Ukończył ją w 1961 (jego praca magisterska zatytułowana była: Analiza potrzeb w zakresie mechanizacji rolnictwa dla województwa zielonogórskiego). W 1961 zatrudniony został w Katedrze Mechanizacji Rolnictwa Wyższej Szkoły Rolniczej w Poznaniu. W latach 1966–1967 przebywał na stypendium rządu austriackiego w Wyższej Szkole Rolniczej w Wiedniu. W 1968 doktoryzował się na podstawie pracy Wpływ niektórych właściwości fizycznych gleb piaszczystych na opory orki przy różnych prędkościach, napisanej pod kierunkiem prof. Stanisława Weresa. W tym samym roku został adiunktem. Habilitował się w 1975 na podstawie pracy Badanie procesu cięcia w przyczepie zbierającej (praca została wyróżniona indywidualną nagrodą Ministerstwa Nauki, Szkolnictwa Wyższego i Techniki). 1 października 1975 powołano go na stanowisko docenta. W 1986 został profesorem nadzwyczajnym, a w lutym 1995 - profesorem zwyczajnym. Od 1978 był kierownikiem Zakładu Eksploatacji Maszyn i Urządzeń Rolniczych. Od 1975 do 1978 był wicedyrektorem do spraw naukowych Instytutu Mechanizacji Rolnictwa. W latach 1978–1981 oraz 1987-1993 był prodziekanem Wydziału Rolniczego. W 1979 otrzymał indywidualną nagrodę III stopnia za monografię Przyczepy zbierające. W 1984 otrzymał indywidualną nagrodę wojewódzką za wybitne osiągnięcia w dziedzinie techniki. 30 września 2007 przeszedł na emeryturę. Od 1987 pozostaje członkiem komisji i prezenterem wyrobów zgłaszanych do Złotego Medalu MTP targów POLAGRA.

## Zainteresowania
Interesował się zagadnieniami eksploatacji maszyn do produkcji roślinnej, pracą elementów roboczych narzędzi rolniczych, badał mechanizację produkcji kompostów, opatentował maszynę do przewietrzania i przesiewania kompostu (1972). 

## Osiągnięcia
Wykonał 19 recenzji prac doktorskich i 11 przewodów habilitacyjnych oraz docenckich. Był opiekunem ponad 150 prac magisterskich. W 1989 otrzymał nagrodę MEN za osiągnięcia w kształceniu kadr naukowych. Był współautorem lub autorem ponad 180 publikacji naukowych, napisał 45 opracowań i 24 skrypty. Odznaczony został Złotym Krzyżem Zasługi i Krzyżem Kawalerskim Orderu Odrodzenia Polski.